# لويس ريكاردو
لويس ريكاردو (بالبرتغالية: Luis Ricardo Silva Umbelino‏) (21 يناير 1984 بغويانيا في البرازيل - ) هو لاعب كرة قدم برازيلي في مركز الظهير. لعب مع بوتافوغو ريغاتاس وجمعية بورتوغيزا الرياضية وغريميو بورتو أليغرينزي ونادي أفاي لكرة القدم ونادي بونتي بريتا ونادي ساو باولو ونادي ميراسول وClube Náutico Marcílio Dias ‏.

## وصلات خارجية
- لويس ريكاردو على موقع قاعدة بيانات كرة القدم.إي يو (الإنجليزية)
- لويس ريكاردو على موقع Soccerway.com (الإنجليزية)